# Bremerhavens voetbalkampioenschap 1911/12
In 1911/12 werd het twaalfde Bremerhavens voetbalkampioenschap gespeeld, dat georganiseerd werd door de Noord-Duitse voetbalbond. 
SC Sparta Bremerhaven werd kampioen, maar de club mocht niet meteen naar de Noord-Duitse eindronde, maar moest eerst tegen de kampioen van Bremen spelen en verloor hier van Bremer SC 1891.  

## 1. Klasse Unterweser
| Plaats | Club                     | Wed. | W | G | V | Saldo | Ptn |
| ------ | ------------------------ | ---- | - | - | - | ----- | --- |
| 1.     | SC Sparta 01 Bremerhaven |      |   |   |   |       |     |
| 2.     | FC Bremerhaven-Lehe      |      |   |   |   |       |     |
| 3.     | SC 04 Geestemünde        |      |   |   |   |       |     |

|  | Kampioen |

## Play-off voor de Noord-Duitse eindronde
Heen
|  |                |       |                          |        |
|  | Bremer SC 1891 | 5 – 1 | FC Sparta 01 Bremerhaven | Bremen |
|  |                |       |                          | Bremen |

Terug
|  |                          |       |                |             |
|  | FC Sparta 01 Bremerhaven | 1 – 4 | Bremer SC 1891 | Bremerhaven |
|  |                          |       |                | Bremerhaven |